# Ashmeadiella parkinsoniae
Ashmeadiella parkinsoniae là một loài Hymenoptera trong họ Megachilidae. Loài này được Parker mô tả khoa học năm 1977.